# Raión de Beloréchensk
El raión de Beloréchensk (del ruso: Белоре́ченский район) es uno de los treinta y siete raiones en los que se divide el krai de Krasnodar, en Rusia. Está situado en el área central del krai. Limita al sur con el raión de Apsheronsk, al oeste con el ókrug urbano de Goriachi Kliuch, al norte con el raión de Ponezhukái y el de Krasnogvardéiskoye, al este con el Guiaguínskaya y el de Maikop, los cuatro últimos de la república de Adiguesia. Tiene una superficie de 1 280 km² y contaba con una población de 44 691 habitantes en 2010. Su centro administrativo es Beloréchensk, aunque no pertenece al raión.
El relieve de la región es bastante diverso. En su parte oriental se halla una llanura que aumenta gradualmente de altura hacia el raión de Giagínskaya (20-25 metros). La parte occidental, por el contrario,desciende en altura. Sobre estas tierras bajas corren del sur al norte dos ríos de importancia, el Bélaya y el Psheja. Su límite al noroeste bordea el embalse de Krasnodar.

## Historia
El raión fue establecido el 2 de junio de 1924 en la composición del ókrug de Maikop del óblast del Sudeste, sobre el territorio de los anteriores volosts de Beloréchenskoye, Bzhedújovskoye, Velikoye, Guriskoye, Pshejskoye y Riazánskoye del otdel de Maikop del óblast de Kubán-Mar Negro. Inicialmente estaba formado por doce selsoviets: Beloréchenskoye, Bzhedújovskoye, Velikoye, Vechnoye, Vorontsovo-Dashkovskoye, Guriskoye, Kubanskoye, Novoalekséyevskoye, Oktiabrskoye, Pshejskoye, Riazánskoye, Chernígovskoye.
El 16 de noviembre de 1924 pasó a formar parte del krai del Cáucaso Norte y el 10 de enero de 1934 del krai de Azov-Mar Negro. El 13 de septiembre de 1937 entró en la composición del krai de Krasnodar. El 22 de agosto de 1953 se le agregó el territorio del disuelto raión de Riazánskaya. El 1 de febrero de 1963 todos los selsovets del raión de Apsheronsk pasaban a formar parte del raión de Beloréchensk, formándose con el municipio de Apsheronsk y el raión de Goriachi Kliuch el raión industrial de Apsheronsk. El 12 de enero de 1965 se restablecía el raión de Beloréchensk con sus fronteras anteriores. Beloréchensk fue subordinada directamente a la administración del krai con estatus de ciudad el 29 de noviembre de 1979.

## Demografía
El 52.1 % de la población es urbana y el 47.9 % restante es rural.
| Año  | Población |
| ---- | --------- |
| 1959 | 74 421    |
| 1970 | 81 104    |
| 1979 | 87 498    |
| 1989 | 37 626    |
| 2002 | 43 542    |
| 2010 | 44 691    |

## División administrativa
El distrito está dividido en un municipio urbano y diez municipios rurales, que engloban 61 localidades:
| Municipios de tipo urbano        | Poblaciones* |
| -------------------------------- | --- |
| Municipio urbano Beloréchenskoye | - ciudad Beloréchensk |
| Municipios de tipo rural         | |
| Municipio rural Bzhedújovskoye   | - stanitsa Bzhedújovskaya - stanitsa Oktiábrskaya - jútor Kanevetski - jútor Novoguriski - posiólok Nizhnevedeneyevski |
| Municipio rural Velikovechnoye   | - selo Velikovechnoye |
| Municipio rural Druzhnenskoye    | - posiólok Druzhni - posiólok Mirni - jútor Dolgogúsevski - jútor Lukashov |
| Municipio rural Pervomáiskoye    | - posiólok Pervomaiski - posiólok Verjnevedeneyevski - posiólok Protochni - posiólok Vysotni - posiólok Ganzhinski - posiólok Komsomolski |
| Municipio rural Pshejskoye       | - stanitsa Pshejskaya - jútor Kubanski - jútor Ternovi - jútor Fadéyevski - jútor Lesnói - jútor Dunaiski - jútor Korennaya Balka |
| Municipio rural Rodniskóvskoye   | - posiólok Rodnikí - posiólok Vostochni - jútor Prirechni - posiólok Stepnói - posiólok Sadovi - jútor Grushovi - jútor Podgorni - posiólok MTF Nº1 koljoza im. Lénina - posiólok MTF Nº2 koljoza im. Lénina |
| Municipio rural Riazánskoye      | - stanitsa Riazánskaya - jútor Glivenko - jútor Séverni - jútor Golovkov - jútor Aviatsiya - jútor Fokin Pervi - jútor Beliáyevski |
| Municipio rural Chernígovskoye   | - stanitsa Chernígovskaya - stanitsa Gurískaya - jútor Molodiozhni |
| Municipio rural Shkólnoye        | - selo Shkólnoye - selo Novoalekséyevskoye - jútor Mali Dukmasov - jútor Sredni Dukmasov - jútor Verbin - jútor Amosov - jútor Mali Brodovoi - jútor Arjípovskoye - jútor Bolshói Brodovoi - jútor Potin - jútor Chernígovski - jútor Berezhnói - jútor Lantratov - jútor Kapustin - jútor Leóntievskoye - jútor Privolni - jútor Novosiolovski |
| Municipio rural Yuzhnenskoye     | - posiólok Yuzhni |

*Los centros administrativos están resaltados en negrita.

## Economía y transporte
Las principales actividades económicas de la región son la industria química, el procesado de alimentos (45 % del volumen total de la producción industrial), la producción de materiales para la construcción y el mercado de servicios de consumo. En la región se elaboran aceites vegetales, confites, artículos de harina y conservas. La agricultura es desarrollada por empresas de diferentes formas de propiedad, así como por las economías auxiliares personales. La superficie total de las parcelas de agricultura suma 67 000 ha.
En la región se halla la estación balnearia de Velikovechnoye.
Por el distrito pasa la línea ferroviaria entre Armavir y los puertos de la costa del mar Negro del Cáucaso (Tuapsé) y el valle del Psheja (Apsheronsk).

## Personalidades
- Stepan Golenev (1917-1944), Héroe de la Unión Soviética.
- Panteleimon Ponomarenko (1902-1984), general y administrador soviético.
- Fiódor Shapoválov (1923-1987), soldado soviético.